# Mihai Țurcaș
Mihai Țurcaș (Brașov, 18 de noviembre de 1942-Bucarest, 24 de diciembre de 2002) fue un deportista rumano que compitió en piragüismo en la modalidad de aguas tranquilas.
Participó en dos Juegos Olímpicos de Verano en los años 1964 y 1968, obteniendo dos medallas, bronce en Tokio 1964 y plata en México 1968. Ganó una medalla en el Campeonato Mundial de Piragüismo de 1966 y tres medallas en el Campeonato Europeo de Piragüismo, en los años 1965 y 1967.

## Palmarés internacional
| Juegos Olímpicos   | Juegos Olímpicos          | Juegos Olímpicos  | Juegos Olímpicos |
| Año                | Lugar                     | Medalla           | Competición      |
| ------------------ | ------------------------- | ----------------- | ---------------- |
| 1964               | Tokio (Japón)             | Medalla de bronce | K4 1000 m        |
| 1968               | Ciudad de México (México) | Medalla de plata  | K4 1000 m        |
| Campeonato Mundial |                           |                   |                  |
| Año                | Lugar                     | Medalla           | Competición      |
| 1966               | Berlín Oriental (RDA)     | Medalla de oro    | K4 1000 m        |
| Campeonato Europeo |                           |                   |                  |
| Año                | Lugar                     | Medalla           | Competición      |
| 1965               | Bucarest (Rumania)        | Medalla de plata  | K4 1000 m        |
| 1967               | Duisburgo (RFA)           | Medalla de oro    | K1 4 × 500 m     |
| 1967               | Duisburgo (RFA)           | Medalla de oro    | K4 1000 m        |